# Фазотрон-Україна
«Фазотрон-Украина» — спільне російсько-українське підприємство (київська філія Фазотрон-НДІР) з розробки й виготовлення радарів і авіоніки.
Підприємство здійснює виготовлення СВЧ-приладів для локаторів винищувачів МіГ-29 й Су-27; модернізацію БРЛС Н019 (для винищувачів МІГ-29) до рівня Н-019-У1 й Н-019-У2.

## Історія
У першій половині 2000-х років компанія «Фазотрон-Україна» (спільно з ДП Київський державний завод «Буревісник», заводом «Генератор» й іншими підприємствами) брала участь у роботах зі створення радара «Буревісник-1» для прикордонної служби України (для якого компанія виготовляла приймач з покращеним лінійно-логарифмічним коефіцієнтом підсилення, цифровим управлінням і цифровим автоматичним підлаштуванням частоти).
У 2005—2007 рр. зі складу збройних сил України в Азербайджан було продано 12 винищувачів МіГ-29 і два навчально-бойових МіГ-29УБ, які перед продажем пройшли капітальний ремонт і модернізацію на Львівському авіаремонтному заводі. В ході виконання цього контракту було відпрацьовано «пілотний» проект модернізації українського парку МіГ-29, у якому окрім Львівського авіаремонтного заводу брали участь підприємства «Оризон-Навігація» й ЗАТ «Фазотрон-Україна», залучене в модернізації бортової РЛС (під час робіт було збільшено дальність виявлення й супроводження цілі за рахунок оновлення елементної бази). В ході модернізації на «Фазотрон-Україна» виконувалсь заміна блоку приймача Н019-09 бортової РЛС Н019, що дозволило підвищити її надійність за рахунок використання нової, більш сучасної елементної баз до 10-20 тисяч годин. Надалі, аналогічним чином були переобладнані декілька українських МіГ-29, які отримали позначення МіГ-29МУ1.
У 2008 році підприємство завершило роботи зі створення радіолокатора Н-019-У1 для винищувачів МіГ-29 ПС України (який було направлено на державні випробування) й оголосило про початок робіт зі створення радіолокатора Н-019-У2 (зі збільшеною дальністю виявлення й сумісного зі всіма навними й дослідними зразками авіаційного озброєння МіГ-29, в тому числі з новими російськими ракетами Р-77 класу «повітря-повітря»).
У 2009 році державні випробування модернізованого радіолокатора Н-019-У1 для МіГ-29 були завершені, після чого на замовлення міністерства оборони України оновлені радіолокатори були встановлені на два винищувача МіГ-29 ПС України. Крім того, радіолокатори були запропоновані на експорт.
Навесні 2014 року уряд України припинив військово-технічну співпрацю з Росією (4 квітня 2014 перший віце-прем'єр України В. Г. Ярема оголосив, що Україна ухвалила рішення припинити військово-технічну співпрацю з Росією, 16 червня 2014 року президент України П. О. Порошенко заборонив будь-яку співпрацю з Росією в галузі ОПК), що призвело до припинення виробничої кооперації.